# Język meria

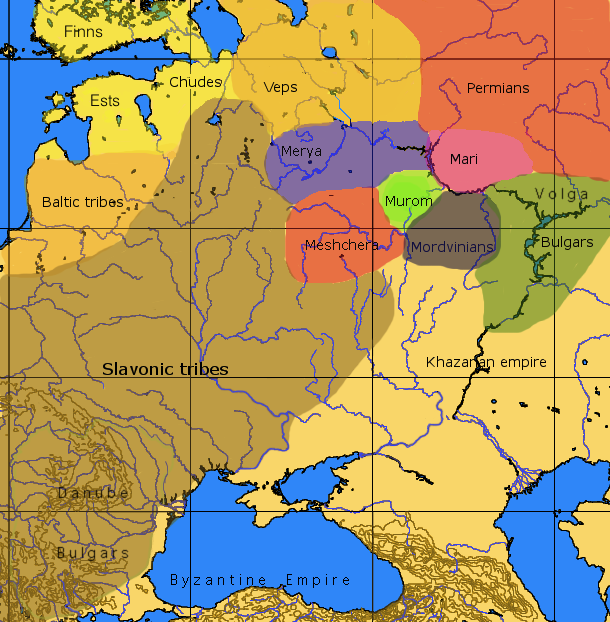
Obszar zamieszkany przez Merię zaznaczono kolorem fioletowym

Język meria lub meryjski – wymarły język należący do ugrofińskiej grupy językowej. Używany przez lud Meria, którego siedziby – na podstawie dawnych kronik oraz źródeł archeologicznych – umieszcza się go wokół jezior Rostowskiego oraz Pleszczejewskiego. Niewiele o nim wiadomo; do naszych czasów przetrwały jedynie nieliczne toponimy (przy czym ich meryjskie pochodzenie nie jest zupełnie pewne). Ostatni raz lud ten wymieniany jest w latopisie z 907 roku; upadek ich struktury plemiennej przypada na lata panowania Jarosława Mądrego.

## Badania i klasyfikacja
Istnieją dwie hipotezy dotyczące umiejscowienia języka meryjskiego w ugrofińskiej rodzinie językowej. Według jednej z nich, najbliższym krewniakiem meryjskiego miał być język maryjski (por. bliskość etnonimów Merii i Maryjczyków; jej zwolennikiem był Max Vasmer; przeprowadzono również analizę meryjskiej toponimii w oparciu o analogie z maryjskim).
Znany etnograf uralista S.K. Kuzniecow pisał, że wraz z przesunięciem na wschód endoetnonim Meria przechodzi w Mari, a przy wyjaśnianiu nazw geograficznych ziemi Meryjczyków ucieka się do języka maryjskiego, ponieważ inne nie wydają się być do tego zdatne.
Zgodnie z drugą hipotezą język meryjski był bardziej zbliżony do języków bałtycko-fińskich. Zwolennikiem tej hipotezy był E. A. Chielimski. Według niego, obecność analogii z maryjskim nie stanowi kryterium przynależności meryjskiego do grupy maryjskiej, ponieważ można to dobrze wytłumaczyć przez sąsiedztwo obu ludów. Na przykład, w języku wepskim istnieje mała liczba słów, wspólnych dla wepskiego i maryjskiego, аle nieistniejących w językach bałtycko-fińskich i mordwińskich.
Jako cechę charakterystyczną języka meryjskiego niektórzy badacze podają tworzenie liczby mnogiej poprzez dodawanie zrostka -k, co zbliża go do węgierskiego (w odróżnieniu od -t w pozostałych językach ugrofińskich).